# باول كاميرون (لاعب كرة قدم)
باول كاميرون (بالإنجليزية: Paul Cameron)‏ هو لاعب كرة قدم نيوزلندي، ولد في القرن 20 في نيوزيلندا. شارك مع منتخب نيوزيلندا لكرة القدم. أما مع النوادي، فقد لعب مع ويلينغتون يونايتد ‏.